# Chiesa di Sant'Antonio (Cavedine)
La chiesa di Sant'Antonio è la parrocchiale a Stravino, frazione di Cavedine in Trentino. Appartiene alla zona pastorale di Riva e Ledro e risale al XVI secolo.

## Storia
La presenza della chiesa di Sant'Antonio abate a Stravino viene documentata dal 1537 e nella prima metà del XVI secolo il presbiterio venne decorato con affreschi attribuibili a Simone Baschenis.
Il luogo di culto, che fu probabilmente frutto di una riedificazione sullo stesso sito di una precedente e più antica chiesa di epoca medievale, venne consacrato nel 1539.
Nella seconda metà del secolo fu oggetto di un ampliamento, concluso nel 1560, e negli ultimi anni la facciata venne arricchita di un pronao su quattro sottili colonne a reggere i cinque archi della struttura.
Un nuovo ampliamento fu realizzato nella seconda metà del secolo seguente, e in tale occasione alcune parti dell'edificio vennero restaurate.
Ottenne dignità parrocchiale nel 1959.
Gli ultimi interventi di restauro conservativo si sono conclusi nel 1984.

## Descrizione
La chiesa, orientata verso est, è stata costruita nella parte alta di Stravino.
La facciata classicheggiante con due spioventi è ingentilita da un pronao dalla struttura leggera, su esili colonne cilindriche.
La torre campanaria, di aspetto solido, ha una copertura conica.
La navata è unica e vi sono due altari in legno. L'altar maggiore mostra un antependium ligneo policromo.